# Mull of Galloway
Mull of Galloway (gaelico scozzese: Maol nan Gall pronuncia mɯːlˠ̪ nəŋ g̊aulˠ̪) è il punto più meridionale della Scozia ed è situato nella contea di Wigtownshire nell'area di Dumfries and Galloway.
Sulla punta del Mull of Galloway esiste un faro alle coordinate di 54°38′06.3″N 4°51′22.81″W. Costruito nel 1830, il faro è alto 12 metri ed ha una portata di circa 45 km.
La zona è una delle ultime riserve costiere naturali della Scozia ed è popolata da numerose specie di flora e fauna locali.